# 被留下的人們
《被留下的人們》是美國後末日题材電視劇《最後生還者》第一季的第七集。該集由創劇人之一尼尔·德鲁克曼編劇，莉莎·強森执导，2023年2月26日在HBO播出。在該集裡，艾莉（貝拉·拉姆齊飾）試圖為喬爾（佩德羅·帕斯卡飾）療傷。在隨後的閃回片段中，觀眾將了解艾莉與好友萊莉（斯托姆·瑞德飾）在波士顿度過的往日時光。
該集改編自原作遊戲的扩展包《最后生还者：遗落》（2014年）。在受聘執導該集之前，導演強森並未玩過原作遊戲，德鲁克曼與另一名創劇者克雷格·麥辛鼓勵她用自己的方式去詮釋故事。該集拍攝於2022年1月至2月，地點位在加拿大艾伯塔省的卡尔加里。該集在首播當天吸引770萬名觀眾。劇評人大多給予該集好評，並稱讚編劇、導演和攝影的表現，拉姆齊與瑞德的演技也獲得認可。瑞德後來榮獲黄金时段创意艺术艾美奖與年度黑胶卷电视奖各一項。

## 劇情
在一間廢棄的房子裡，艾莉（貝拉·拉姆齊飾）試著處置喬爾（佩德羅·帕斯卡飾）的傷口。喬爾強硬地要求艾莉棄他而去，艾莉動身準備離開時，想起了最終導致她被蟲草菌感染者咬傷的一段往事。
幾個月前，在波士顿一所由聯邦災難對策局（FEDRA）運作的寄宿学校，艾莉是孤兒出身的學員之一。艾莉與人打架後，鄺上尉（陳泰瑞飾）勸她遵守規矩，有朝一日就能成為對策局的領導者。當晚，艾莉的室友兼摯友萊莉（斯托姆·瑞德飾）從外面偷偷溜回宿舍。萊莉在外數週未歸，並加入了反抗對策局的革命組織「火螢」（Fireflies），艾莉對此感到生氣。
萊莉帶著艾莉到外面的一間死寂商場。兩人一起玩了電動扶梯、旋轉木馬和拍照亭，並在電子遊樂場遊玩街機遊戲，艾莉樂不可支。但後來艾莉發現了萊莉替火螢保管的土製炸彈，想到這將導致的傷亡，艾莉與萊莉吵了起來。萊莉坦承火螢要將她派去亞特蘭大隔離區，她帶艾莉來商場是為了道別。艾莉一氣之下離開商場，但聽到尖叫聲後又折返，發現是萊莉的惡作劇。兩人一起跳舞，艾莉懇求萊莉不要離開。萊莉答應了她，兩人親吻彼此。
一名蟲草菌感染者被聲響吸引過來，並攻擊兩人。艾莉最終將之殺死，但驚恐地發現她和萊莉都被咬傷了。萊莉要求艾莉陪著她，並說道，不管餘命有多麼短暫，都值得努力地過活。鏡頭回到現在，艾莉回想著萊莉的話，她在房裡找到針線，開始縫合喬爾的傷口。

## 製作

### 構思與編劇

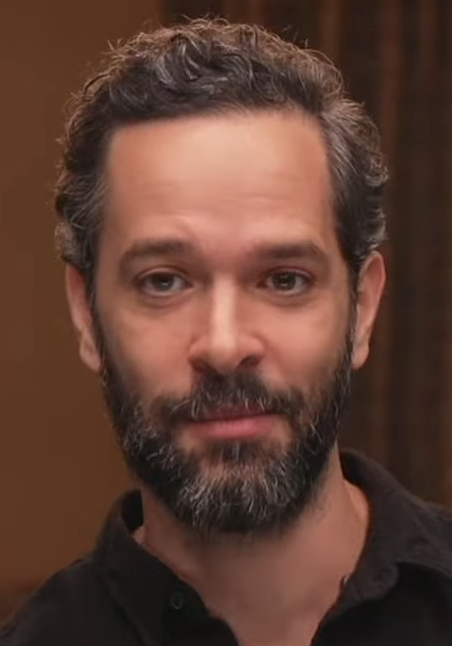
該集由尼尔·德鲁克曼編劇，他是整齣劇的開創者之一

《被留下的人們》是電視劇《最後生還者》第一季的第七集，編劇是該劇的創劇者之一尼尔·德鲁克曼，導演是莉莎·強森。強森任職某一集導演的情報於2022年1月由加拿大導演工會公開。她在加入該劇之前並沒有玩過原作遊戲。《被留下的人們》改編自原作遊戲的扩展包《最后生还者：遗落》（2014年），不過德鲁克曼與另一名創劇者克雷格·麥辛鼓勵強森與攝影指導克谢尼娅·谢列达（Ksenia Sereda）自由發揮，不必為了複製原作而想太多。
萊莉在漫畫書《最后生还者：美国梦》首次登場時，繪者费斯·艾琳·希克斯與顽皮狗的開發人員為了避免觸及版權問題，自行創了一款虛構的街机《轉轉轉》（The Turning）；對於本劇，德鲁克曼與麥辛得以直接使用《轉轉轉》的模仿對象《真人快打II》（47:19）。在劇情方面，德鲁克曼與麥辛避免將特定派系定位成好或壞，並向觀眾展現聯邦災難對策局（FEDRA）較正向的一面，對比第一季第一集《迷失在黑暗之中》中的負面描寫（12:47）。原本《被留下的人們》一整集都是艾莉與萊莉的故事，但HBO的製作人要求看到與主線故事的聯繫，就像《最后生还者：遗落》有喬爾的戲份那樣（4:44）。

### 選角與角色描寫
2022年1月14日，斯托姆·瑞德確認飾演萊莉。瑞德在被選上之前並不熟悉原作遊戲；片約來的時候，她還向親朋好友徵求他們對該遊戲的看法。她觀看遊玩影片的片段來弄懂情感部分，除此之外則避開原作遊戲，確保自己能原創地詮釋角色；她想在表現萊莉一舉一動的方式以及存在感上「投注全力」。瑞德花了約一個月的時間拍戲。她覺得該集對孩童的描寫令人耳目一新，因為該劇最近的幾集裡都沒有。
艾莉的演員貝拉·拉姆齊覺得艾莉與萊莉之間的關係不難共鳴，這讓她和瑞德演起戲來更得心應手。不過她在詮釋青少年之間的情誼時感到棘手，因為她11歲開始演戲之後就不去學校了，缺少與同齡人互動的經驗。在進入拍戲階段之前，拉姆齊與瑞德沒有多少時間可以建立關係。兩人在拍戲過程中變熟；瑞德在某次拍戲時脫口叫萊莉「媽媽」。拉姆齊在拍戲前還沒看過遊戲中艾莉被感染的片段，事後她覺得與遊戲版本裡的恐懼相比，電視劇版本的惱怒成分更多。瑞德感覺該集的最後一幕演起來很情緒化，因為結局是最後拍的片段之一。

### 音樂
A-ha歌曲Take On Me在艾莉發現電動扶梯的片段中播放。該曲的翻唱版本曾用於該劇的一支預告中，且在遊戲《最后生还者 第II章》（2020年）中，艾莉（艾希莉·強森飾）也彈唱了這首歌。於該集出現之後，Take On Me登頂《告示牌》的2月電視歌曲榜（February Top TV Songs）。《Collider》的筆者胡立歐·巴爾迪尼（Julio Bardini）覺得前半段的歌詞反映出艾莉與萊莉對彼此的感覺，後半段的歌詞則描寫艾莉發現自己對蟲草菌免疫後的旅程：
| Needless to say I'm odds and ends But I'll be stumbling away Slowly learning that life is okay Say after me It's no better to be safe than sorry | 不必多說 雖然我支離破碎 我還是會蹣跚地走 並漸漸懂得人生沒什麼不好 跟著我說吧 小心翼翼未必勝過後悔 |
| —Take On Me歌詞 | —部分參考网易云音乐的中文翻譯                                                                     |

德鲁克曼在該集中選用珍珠果酱乐队的歌曲All or None，認為這首曲子呈現出艾莉的孤單與不安，歌曲名也反映她的人生觀（7:28）。劇中還安插了《Rockabye Baby!》（2006年）版本的Just Like Heaven，此乃剪輯師之一提摩西·A·古德（Timothy A. Good）的提案，他早就想把該首曲子用在作品中（38:27）。原作遊戲的用曲I Got You Babe（伊特·珍翻唱版）在該集中沿用；德鲁克曼覺得潛藏於歡快樂聲中的浪漫歌詞可以映襯艾莉與蕾莉的關係（56:28）。在該集播出後的24小時內，All or None在Spotify上的全球串流量增加了5,000%以上，I Got You Babe則上升44%。

### 拍攝
《最後生還者》第一季於2021年7月至2022年6月間在加拿大艾伯塔省製作。美術指導約翰·帕諾（John Paino）希望能在卡尔加里境內找到一家美國風格的商場，且符合他對小時候待的商場的印象。卡尔加里有一家預定要拆除的北地村商場，劇組獲准將之改建並用於拍片（29:37）。現場布置於2022年1月進行，劇組使用了乾葉子、壞損的柱子以及一些廢棄物。帕諾的團隊建起了約二十至二十五家店面，每個都是模樣破爛的真實商家，例如Foot Locker、熊貓快餐與维多利亚的秘密。北地村商場是一層樓為主的建物，原作遊戲則還要多一層，導致一些遊戲鏡頭難以還原，必須用上摄影棚以及视觉效果；整座商場亮起的片段是以視覺效果做成，麥辛與德鲁克曼為此和視覺效果總監艾力克斯·王（Alex Wang）開會討論數次（29:37）。
劇中的旋轉木馬是來自奇努克購物中心的奇努克旋轉木馬（Chinook Carousel），由艾倫·赫歇爾公司在1941年打造，劇組向雲杉草地借用該設施，將之安裝在北地村商場內。劇組撤下旋轉木馬上刊登卡加利牛仔節相關資訊的中央面板，改放反光面板，增添幻覺般的觀感。麥辛和德鲁克曼追求寫實，因此商場的街機遊戲區擺放了貨真價實的遊戲機，例如《青蛙过河》（1981年）和《俄羅斯方塊》（1985年）；機台的阴极射线管螢幕被替換成發光二極管螢幕，讓攝影機可以清楚拍到遊戲畫面。攝影指導克谢尼娅·谢列达（Ksenia Sereda）同時使用三台攝影機拍攝遊玩街機的片段，讓剪輯師提摩西·A·古德（Timothy A. Good）與艾蜜莉·曼德茲（Emily Mendez）能夠輕鬆地交叉剪接不同鏡次的內容。商場原有的商店充當演員休息室。劇組於2022年1月移師奥克托克斯，替拍攝場地增添樹木、植被和雪，2月時進行拍攝。

### 後期製作
《被留下的人們》由提摩西·A·古德（Timothy A. Good）與艾蜜莉·曼德茲（Emily Mendez）共同剪輯。曼德茲從第一季第三集《很久很久以後》開始擔任古德的助理。古德向麥辛展示曼德茲的工作成果後，兩人贊成讓她一起剪輯《被留下的人們》。對應到該集劇情的原作遊戲擴充包是曼德茲最愛的《最後生還者》內容，古德也覺得身為女同性戀的曼德茲更能真實細膩地處理原作素材。古德將舞戲和吻戲交給曼德茲，相信她的表現會更為出色；對於曼德茲的剪輯，古德最欣賞她決定聚焦艾莉親吻對方後的神態，讓觀眾感受她的緊張和期待，其他剪輯師可能會選擇直接將鏡頭切到萊莉的反應。這兩場戲成為了曼德茲在一整季中最喜歡的片段。
古德與曼德茲都是同性戀，兩人自認了解艾莉的強烈情緒，並將焦點放在拉姆齊的演出，向觀眾點出艾莉心中的感覺。兩人想要呈現的重點是，艾莉表達愛意的同時還在透過「裝酷」來壓抑感情。參考麥辛與德鲁克曼的簡要指示後，古德和曼德茲將萊莉想成與艾莉對等的角色，希望一邊介紹萊莉這個角色，一邊帶出艾莉對她的感覺，兩者同時進行而且「不能弄得太明顯」。古德一度擔心閃回片段需要更多的上下文描述，最終認為讓觀眾有機會自己解謎更為有趣。

## 反響

### 收視表現
《被留下的人們》於2023年2月26日在HBO播出。首播當晚，該集在美國獲得770萬名觀眾收看（涵蓋有線電視和串流平台HBO Max）。在有線電視方面，該集首播當晚有108萬3千人收看，收視率為0.37。在HBO Max上，該集於首發三小時內的被觀看時數估計達到2億6100萬分鐘。據數名觀眾指出，在MENA地區，艾莉與萊莉之間的吻戲遭到OSN+審查並刪減。

### 評價
根据評論匯總网站爛番茄汇总的32篇评论文章，97%的评论家给予该作正面评价，平均打分为8.4分（满分10分）。该网站总结的评论家共识是“《被留下的人們》是貝拉·拉姆齊與斯托姆·瑞德的心碎二重奏，對身處沒有希望之處的年輕戀情進行苦樂交織的描寫，並以此證明倒敘結構用得正好。”數名劇評人稱讚劇中商場的視覺觀感；《極客巢穴》的伯納德·布（Bernard Boo）認為商場的人工感與浪漫要素融合得恰到好處，《Push Square》的亞倫·貝恩（Aaron Bayne）則讚賞對遊戲的高還原度。《Total Film》的布萊德利·羅素（Bradley Russell）覺得該集的開場帶有飄渺的感覺，對應到喬爾正逐漸失去意識。《影音俱樂部》的大衛·寇特（David Cote）將該集的打鬥片段譽為該劇至今最佳的近距離打戲。該集使用的音樂獲得好評。
拉姆齊與瑞德的演出備受讚譽；《Bleeding Cool》的湯姆·張（Tom Chang）撰文稱她們「值得拿獎」。幾位劇評人認為兩人之間擦出的火花充滿說服力，堪稱全集焦點。《Bleeding Cool》的張與《/Film》的拉斐爾·莫塔麥耶（Rafael Motamayor）將該集視為拉姆齊至今表現最佳的一集，《IGN》的賽門·卡迪（Simon Cardy）與《Push Square》的貝恩認為該集有效地展現了兩人的演戲才華。《Total Film》的羅素稱讚艾莉發現自己被感染時的激烈反應，認為拉姆齊在那之前的內斂演出使之更加震撼。《/Film》的莫塔麥耶撰文稱瑞德「繳出令人難忘的演出……片尾名單播完後仍久久揮之不去」，《Push Square》的貝恩認為這位女演員成功捕捉萊莉「年少自得」的感覺。《Bleeding Cool》的張認為，女演員們的演出得益於導演莉莎·強森執導女性主導影集的經驗。
《IGN》的卡迪稱該集為「忠於原作的美麗改編」，《大西洋》的雪莉·李（Shirley Li）認為該集的故事是「對不復存在的世界的低調讚歌」。《極客巢穴》的布覺得閃回以外的現時片段簡潔有力且充滿詩意。《io9》的傑曼·盧西爾（Germain Lussier）稱讚該集對閃回的使用，成功替艾莉現在所處的困境賦予脈絡，堪稱「絕妙之舉」。盧西爾也稱讚艾莉對商場燈光亮起和街機遊戲做出的反應；《The Escapist》的達倫·穆尼（Darren Mooney）同樣認為艾莉與萊莉的反應強而有力。《Slate》的納迪拉·高夫（Nadira Goffe）稱讚編劇將商場當作這則成年禮故事的舞台。《Total Film》的羅素覺得該集處理上一集的結尾懸念的方式太過唐突，且比起前面的戲，該集的收尾較為慌亂。《Kotaku》的肯尼斯·薛帕德（Kenneth Shepard）覺得將街機遊戲從《轉轉轉》換成《真人快打II》的做法帶有商業氣息，並批評該場戲的呈現不如遊戲裡的對應名場面。 《/Film》的莫塔麥耶認為該集再度反映該劇的惡習，即屢次讓黑人演員飾演的角色死去，目的只是為了推動白人角色。

### 獎項
| 屆次與獎名                   | 獎項                     | 入圍者      | 結果 | 來源   |
| ---------------------------- | ------------------------ | ----------- | ---- | ------ |
| 第75届黄金时段创意艺术艾美奖 | 最佳戲劇類影集女客串演員 | 斯托姆·瑞德 | 獲獎 | [ 56 ] |
| 第7届年度黑胶卷电视奖        | 剧情类剧集最佳客串演员   | 斯托姆·瑞德 | 獲獎 | [ 57 ] |

## 外部連結
- 互联网电影数据库上被留下的人們的资料（英文）
- 豆瓣电影上《被留下的人們》的資料 （简体中文）